# Punkt pomiarowy
- Punkt pomiarowy – miejsce, w którym dokonuje się pomiaru[1].

- Punkt pomiarowy – ściśle określona nastawa wartości pomiarowych (takich jak np. masa, częstotliwość, napięcie elektryczne lub natężenie prądu elektrycznego itp.), przy której dokonuje się danego pomiaru.

Dobór punktów pomiarowych jest zwykle szczegółowo opisany w zaleceniach metrologicznych (wydawanych przez organizacje normalizacyjne lub metrologiczne) lub w procedurach pomiarowych. Zwykle podana liczba punktów powinna być traktowana jako minimalna, natomiast ich wartość ma charakter orientacyjny; zależy od szerokości i liczby zakresów pomiarowych sprawdzanego przyrządu pomiarowego i powinna uwzględniać również punkty wymagane przez producenta przyrządu oraz klienta zlecającego wzorcowanie.